# 덕섬
덕섬은 경기도 시흥시 정왕동에 있던 섬이다. 똥섬이라고도 불리는데, 만조 때 높아진 바다 가운데에 있는 것이 똥 모양을 닮았기 때문이라는 유래와 새가 날아다니며 똥을 많이 싸기 때문이라는 유래가 있다. 시흥시의 늠내길 4코스 바람길에 포함되어 있다.